# Karl Mädler
Karl A. Mädler (* 9. Dezember 1902; † 22. Oktober 2003) war ein deutscher Paläobotaniker und Palynologe. Sein offizielles botanisches Autorenkürzel lautet „Mädler“.
Mädler war zunächst einige Jahre Apotheker in Seifhennersdorf, befasste sich dort mit der fossilen Flora der Umgebung aus dem Oligozän und studierte ab 1931 Paläobotanik bei Richard Kräusel und war wissenschaftlicher Mitarbeiter am  Senckenberg-Museum in Frankfurt. Aus der geplanten Doktorarbeit wurde durch unglückliche Umstände zunächst nichts, sie führte aber 1939 zu einer Publikation über Flora des  Pliozän, die beim Bau des Klärwerks in Frankfurt gefunden wurde. Nach dem Zweiten Weltkrieg war er zunächst Hilfsaufseher im Niedersächsischen Landesmuseum und ab 1955 am Niedersächsischen Landesamt für Bodenforschung in Hannover. Nebenbei setzte er sein Studium in Hannover fort und wurde dort 1963 in Paläobotanik promoviert. Die Dissertation über Sporen und Pollen der Germanischen Trias wurde als wichtiger Beitrag zur Paläobotanik rezipiert. 1967 ging er in den Ruhestand, blieb aber wissenschaftlich aktiv und veröffentlichte noch im Alter von neunzig Jahren.
Neben Sporen und Pollen aus dem Mesozoikum und zum Beispiel Phytoplankton aus dem Posidonienschiefer der unteren Jura bearbeitete er auch Pollen- und Sporen-Material für archäologische Ausgrabungen und befasste sich mit Blätter-Systematik von Angiospermen aus Kreide und Tertiär.